# Юнак Григорій Михайлович
Юнак Григорій Михайлович (1912—1978) — сапер саперного взводу 138-го гвардійського стрілецького полку 48-ї гвардійської стрілецької дивізії 70-ї армії 1-го Українського фронту, повний кавалер Ордена Слави.

## Біографія
Народився  в Степанівці в селянській сім'ї. Закінчивши школу, працював у місцевій сільськогосподарській артілі. Був першим трактористом на селі.
До армії пішов в 1943 році. Воював у складі саперного взводу 48-ї гвардійської Криворізької стрілецької дивізії. Опанував протитанкову рушницю будучи у запасному полку. У вересні в одному з боїв з Григорія Юнака контузило. Після госпіталю у складі взводу 138-го гвардійського стрілецького полку 48-й гвардійської стрілецької дивізії він дійшов до Берліну.
У липні 1944 року очолив розвідувальну групу в районі населеного пункту Береза-Картузька (нині місто Береза). Їх дії дозволили підрозділам знищити ворожі вогневі точки, за це був нагороджений Орденом Слави III ступеня.
18 серпня 1944 року на 38-му кілометрі на північний схід від міста Варшава, Юнак Г. М. знявши 25 протипіхотних мін виконав прохід у ворожому мінному полі, забезпечивши просування стрільців. За це був нагороджений Орденом Слави II ступеня.
25 квітня 1945 року в боях за Берлін знешкодив 38 мін, при розмінуванні вулиць для проходження нашої бойової техніки. 27 квітня був поранений під час розмінування залізничного мосту. Григорія Михайловича було відзначено Орденом Слави I ступеня.
Григорій Юнак був визнаний гідним ордена Червоної Зірки, за проявлену мужність у бою в місті-фортеці Кенігсберг.
Повернувся в село у 1945 році. Працював бригадиром тракторної бригади у колгоспі ім. Жданова. Помер Григорій Михайлович 12 травня 1978 року у селі Степанівка. Похований на кладовищі в селі Глиняне.

### Нагороди
- Медаль за Відвагу — 14.03.1944;
- Орден Слави III ступеня — 26.07.1944;
- Орден Слави II ступеня -19.09.1944;
- Орден Червоної Зірки — 05.02.1945;
- Орден Слави I ступеня — 23.08.1944.[5]

## Вшанування пам'яті
В селі Степанівка є вулиця названа на честь Григорія Михайловича.